# ビーティー伯爵
ビーティー伯爵（英: Earl Beatty）は、イギリスの伯爵、貴族。連合王国貴族爵位。デイヴィッド・ビーティー海軍元帥が1919年に叙されたことに始まる。

## 歴史

初代伯爵デイヴィッド・ビーティー

伯爵家の祖デイヴィッド・ビーティー(1871-1936)は、第一次世界大戦中に巡洋戦艦戦隊司令官としてヘルゴラント湾海戦、ドッガー・バンク海戦、ユトランド沖海戦を指揮した海軍軍人で、司令官退任後は第一海軍卿も歴任した人物である。そのビーティーは大戦後の1919年5月1日に海軍元帥に昇進した。同年には貴族にのぼる運びとなり、10月18日には連合王国貴族としてビーティー伯爵（Earl Beatty）、ウェックスフォード県ウェックスフォードにおけるボロデイル子爵（Viscount Borodale, of Wexford in the County of Wexford）、レスター州ブルックスビー及び北海のビーティー男爵（Baron Beatty, of the North Sea and of Brooksby in the County of Leicester）に叙された。
2代伯デイヴィッド(1905-1972)は、ペッカム選挙区選出の庶民院議員を務め、1945年のウィンストン・チャーチル内閣下では航空政務次官に就任している。
2023年現在、その長男である3代伯デイヴィッド(1946-)が現当主である。

爵位にかかるモットーは、『力ではなく技術によって(Non Vi Sed Arte)』。

## 現当主の保有爵位
現当主である第3代ビーティー伯爵デイヴィッド・ビーティーは以下の爵位を有する。
- 第3代ビーティー伯爵(3rd Earl Beatty)
(1919年9月27日の勅許状による連合王国貴族爵位)
- 第3代ウェックスフォード県ウェックスフォードのボロデイル子爵(3rd Viscount Borodale, of Wexford in the County of Wexford)
(1919年9月27日の勅許状による連合王国貴族爵位)
- 第3代レスター州ブルックスビー及び北海のビーティー男爵(3rd Baron Beatty, of the North Sea and of Brooksby in the County of Leicester)
(1919年9月27日の勅許状による連合王国貴族爵位)

## ビーティー伯爵（1919年）
- 初代ビーティー伯爵デイヴィッド・リチャード・ビーティー（1871-1936）
- 第2代ビーティー伯爵デイヴィッド・フィールド・ビーティー（英語版） （1905–1972）
- 第3代ビーティー伯爵デイヴィッド・ビーティー（1946-）

爵位の法定推定相続人は、現当主の息子のボロデイル子爵（儀礼称号）シーン・デイヴィッド・ビーティー（1973- ）。     